# Staatsanwaltschaft Karlsruhe
Die Staatsanwaltschaft Karlsruhe ist als Strafverfolgungsbehörde zuständig für den Bezirk des Landgerichts Karlsruhe.

## Organisation und Zuständigkeit
Entsprechend der Zuständigkeit des Landgerichts Karlsruhe umfasst der Bezirk der Staatsanwaltschaft die Bezirke der Amtsgerichte Bretten, Bruchsal, Ettlingen, Karlsruhe, Karlsruhe-Durlach, Pforzheim, Philippsburg und seit 1995 auch Maulbronn. Dabei ist allerdings zu berücksichtigen, dass in Pforzheim die selbstständige Zweigstelle Pforzheim mit eigenem Leitenden Oberstaatsanwalt eingerichtet ist, die für die Bezirke der Amtsgerichte Pforzheim und Maulbronn (Stadtkreis Pforzheim und den Enzkreis) selbstständig zuständig ist. Einzig für Steuerstrafverfahren besteht eine übergeordnete Zuständigkeit der Staatsanwaltschaft Karlsruhe. Darüber hinaus ist die Staatsanwaltschaft Karlsruhe zentral für alle Staatsschutzdelikte für den gesamten badischen Raum zuständig, da nach § § 74a GVG beim Landgericht Karlsruhe eine Staatsschutzkammer eingerichtet wurde.
Im Zuständigkeitsbereich wohnen rund 750.000 Bürger. Die Staatsanwaltschaft Karlsruhe ist der Generalstaatsanwaltschaft Karlsruhe unterstellt (§ 147 GVG). Sie gehört zum sogenannten badischen Rechtsgebiet, in dem u. a. traditionell in der Ordentlichen Gerichtsbarkeit und bei den Staatsanwaltschaften der „badische Aktenknoten“ zur Bindung der Akten verwendet wird. Bis Ende des Jahres 2025 soll jedoch die elektronische Strafakte eingeführt werden, womit diese besondere Form der Aktenführung allmählich obsolet wird.
Im September 2021 hat das Haus des Jugendrechts in Karlsruhe seine Tätigkeit aufgenommen. Daran beteiligt sind die Staatsanwaltschaft Karlsruhe, das Polizeipräsidium Karlsruhe und die Jugendämter der Stadt Karlsruhe und des Landkreises Karlsruhe.
Bei der Staatsanwaltschaft Karlsruhe sind derzeit (Dezember 2024) 163 Personen beschäftigt. Dem Leitenden Oberstaatsanwalt unterstehen in den Ermittlungsabteilungen dabei drei Oberstaatsanwältinnen und fünf Oberstaatsanwälte als Abteilungsleiter, fünf Erste Staatsanwältinnen, sechs Erste Staatsanwälte sowie weitere 38 Staatsanwältinnen und Staatsanwälte, sechs Oberamtsanwältinnen und ein Amtsanwalt. Daneben sind in der Vollstreckungsabteilung, die von einer Ersten Staatsanwältin geleitet wird und im Verwaltungsbereich elf Rechtspflegerinnen und Rechtspfleger sowie 87 Beamtinnen und Beamte im mittleren Dienst und Angestellte tätig. Gemäß dem Organisationsstatut der Staatsanwaltschaften (Verwaltungsvorschrift des Justizministeriums Baden-Württemberg) ist die Staatsanwaltschaft Karlsruhe als Justizbehörde in neun Ermittlungsabteilungen, eine Vollstreckungsabteilung sowie eine Verwaltungsabteilung gegliedert.

### Zweigstelle Pforzheim
Bei der Zweigstelle Pforzheim sind derzeit (Dezember 2024) 55 Personen beschäftigt, davon 20 Dezernenten (Staatsanwälte/Staatsanwältinnen und Amtsanwälte/Amtsanwältinnen). Sie ist in drei Ermittlungsabteilung und eine Vollstreckungsabteilung gegliedert.

## Geschäftsentwicklung
Die Eingänge haben sich für das Jahr 2023 auf dem hohen Niveau der Vorjahre eingependelt: 48.808 Js-Verfahren und 26.750 UJs-Verfahren. Den wesentlichen Anteil machen die Strafermittlungsverfahren gegen namentlich bekannte Beschuldigte aus (sog. Js-Verfahren). Hinzu kommen Verfahren wegen Ordnungswidrigkeiten und Verfahren gegen unbekannte Täter (sog. UJs-Verfahren). Es ergibt sich im Durchschnitt folgende Verteilung:
| Verfahren                    | Anteil  |
| ---------------------------- | ------- |
| gegen bekannte Täter (Js)    | 64,60 % |
| gegen unbekannte Täter (UJs) | 35,40 % |

In diesem Zeitraum wurde etwa gegen 17 % der beschuldigten Personen Anklage erhoben bzw. eine gerichtliche Entscheidung (v. a. Strafbefehl) beantragt. Die Verfahrenserledigungen (100 %) verteilen sich im Wesentlichen auf:
| Erledigungsart                                  | Anzahl | Anteil |
| ----------------------------------------------- | ------ | ------ |
| Anklageerhebung                                 | 1.775  | 3 %    |
| Strafbefehlsanträge (an Amtsgerichte)           | 7.791  | 14 %   |
|                                                 |        |        |
| Verfahrenseinstellungen                         |        |        |
| – mit Auflagen (§ 153a StPO)                    | 1.241  | 2 %    |
| – bei Jugendlichen / Heranwachsenden (§ 45 JGG) | 2.594  | 5 %    |
| – wegen Geringfügigkeit (§ 153 StPO)            | 3.148  | 6 %    |
| – kein Tatnachweis (§ 170 Abs. 2 StPO)          | 21.529 | 38 %   |
| – sonstige Einstellung                          | 18.379 | 33 %   |

Soweit Verfahren mit der Auflage eingestellt wurden, einen Geldbetrag zu zahlen, flossen gemeinnützigen Einrichtungen und zu einem geringeren Teil der Staatskasse erhebliche Beträge zu.
Die Staatsanwaltschaft Karlsruhe vollstreckt die Entscheidungen der Strafgerichte. Zudem vollstreckt sie gerichtliche Geldbußen, Ordnungs- oder Zwangsgelder, den Wertersatz (bei eingezogenen Gegenständen) sowie die Erzwingungshaft. In Verfahren nach dem JGG ist dagegen der Jugendrichter gleichzeitig Vollstreckungsleiter. 2023 waren in der Vollstreckungsabteilung insgesamt 12.016 Verfahren registriert. Davon wurden in 11.178 Verfahren Geldstrafen, Ordnungsgelder, Geldbußen und Erzwingungshaft, in 563 Verfahren zur Bewährung ausgesetzte Freiheitsstrafen und in 245 Verfahren Freiheitsstrafen ohne Bewährung und freiheitsentziehende Maßregeln verhängt.

## Unterbringung
Die Staatsanwaltschaft ist in Karlsruhe ist derzeit hauptsächlich im Gebäude Akademiestraße 6 – 8 in Karlsruhe untergebracht, drei Ermittlungsabteilungen und die Vollstreckungsabteilung im Nebengebäude Akademiestraße 1. Im Laufe des Jahres 2025 wird die gesamte Staatsanwaltschaft aber in die Lammstraße in Karlsruhe umziehen. Die Zweigstelle ist im historischen Gebäude Schulbergstaffel 1 in Pforzheim untergebracht.